# Kagura-den

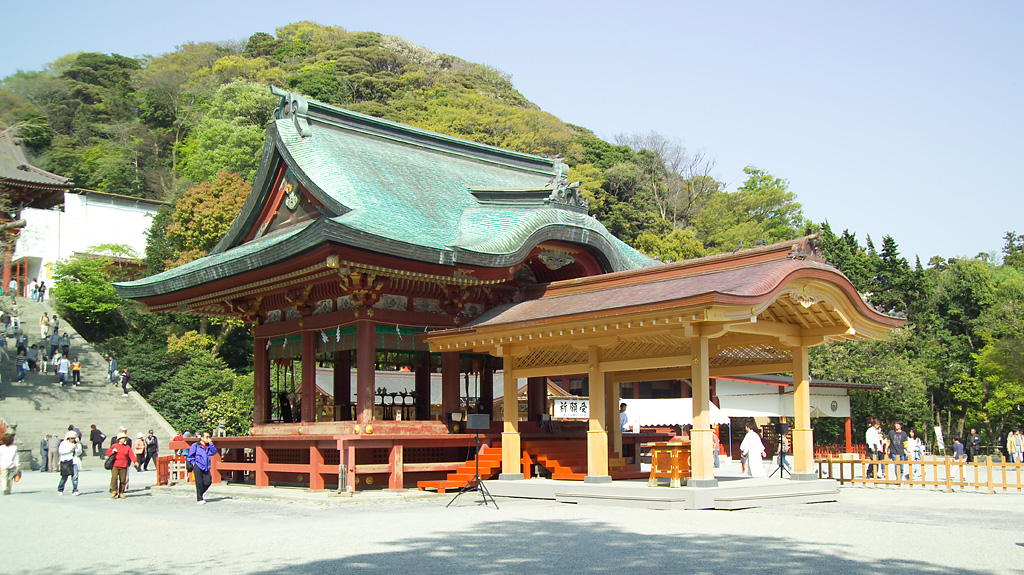
Kagura-den du Tsurugaoka Hachiman-gū.

Le kagura-den ou kagura-dono (神楽殿, littéralement « palais kagura »), également appelé maidono (舞殿, « palais de la danse »), est un palais au sein d'un sanctuaire shinto dans lequel des danses sacrées (kagura) et de la musique  sont offertes au kami au cours de cérémonies.
Il s'agit à l'origine d'une scène temporaire, mentionnée pour la première fois dans un texte du IXe siècle décrivant un maidono construit en face du Hirano-jinja. En un siècle environ, elle devient une caractéristique permanente du sanctuaire et son utilisation se prolonge jusqu'à ce que sa fonction de salle de culte prévale sur sa fonction originale. Le kagura-den est à présent utilisé pour les mariages et les représentations de théâtre nô. Certains spécialistes avancent que le heiden, ou salle de culte, trouve son origine dans le kagura-den.